# إنسان مفرط في إنسانيته
إنسان مفرط في إنسانيته (بالألمانية:Menschliches, Allzumenschliches: Ein Buch für freie Geister) هو كتاب للفيلسوف فريدريك نيتشه في القرن التاسع عشر, نُشر أصلاً في عام 1878. الجزء الثاني, آراء وأقوال متضاربة (Vermischte Meinungen und Sprüche), نُشر عام 1879, والجزء الثالث بعنوان "المتجول وظله" (Der Wanderer und sein Schatten), تبع ذلك في عام 1880.
وهذا الكتاب هو أول كتاب لنيتشه في الأسلوب المأثور الذي سيهيمن على كتاباته, حيث يناقش مجموعة متنوعة من المفاهيم في فقرات قصيرة أو أقوال. انعكاسًا لإعجابه بفولتير كمفكر حر, ولكن أيضًا لانقطاع صداقته مع الملحن ريتشارد فاغنر قبل عامين, أهدى نيتشه الطبعة الأصلية لعام 1878 من كتاب "إنسان مفرط في إنسانيته" إلى ذكرى فولتير في الاحتفال بذكرى وفاته, 30 مايو 1778". بدلاً من المقدمة, كان الجزء الأول يتضمن في الأصل اقتباسًا من كتاب ديكارت "مقال حول المنهج". أعاد نيتشه لاحقًا نشر الأجزاء الثلاثة في طبعة مكونة من مجلدين في عام 1886, مضيفًا مقدمة لكل مجلد, وحذف اقتباس ديكارت بالإضافة إلى الإهداء إلى فولتير.

## خلفية
في عام 1876, انفصل نيتشه عن فاغنر, وفي نفس العام أجبرته صحته المتدهورة بشكل متزايد (ربما كانت آثارًا مبكرة لورم في المخ, أو وفقًا لنظرية أخرى, CADASIL ) على طلب إجازة من واجباته الأكاديمية في جامعة بازل. في خريف عام 1876, انضم إلى صديقه بول ري ‏ في سورينتو, في منزل أحد رعاة الفنون الأثرياء, مالفيدا فون مايسنبوغ ‏, وبدأ العمل على فيلم "إنسان مفرط في إنسانيته".

## إلهام
كان نوع الحكمة راسخًا بالفعل في وقت كتابة هذا الكتاب: في التقليد الألماني, كان أهم سلف لنيتشه هو شخصية من عصر التنوير، جورج كريستوف ليشتنبرج, الذي أعجب نيتشه كثيرًا بكتاباته. إن أعمال نيتشه مدين أيضًا لشوبنهاور, وخاصة كتابه "أمثال عن الحكمة العملية" (1851). فوق كل شيء آخر, هناك "الدين للتقاليد الفرنسية في القول المأثور - لأن عمل نيتشه يمثل تحولاً متعمداً نحو الغرب". يستشهد نيتشه بالأقوال المأثورة الفرنسية جان دي لا برويير وبروسبر ميريمي, وفي القول المأثور 221 يحتفل بفولتير.
في بداية القسم الثاني, يذكر نيتشه لاروشفوكو - الذي تم تسميته هنا كنموذج, ونموذج للشاعر - ومن المعروف أن نيتشه كان لديه نسخة من كتاب "الجمل والمبادئ" (1665) للاروشفوكو في مكتبته. لقد كان يقرأها قبل وقت قصير من البدء في كتابة "إنسان مفرط في إنسانيته", أثناء رحلة القطار إلى سورينتو. أكثر من أعمال بقية الشعراء الفرنسيين المذكورين, فإن عمل لاروشفوكو هو الذي يأتي بعد عمل نيتشه.

## أسلوب
على عكس كتابه الأول, مولد التراجيديا, والذي كتب بأسلوب المقال, فإن كتاب "إنسان مفرط في إنسانيته" عبارة عن مجموعة من الحكم والأمثال, وهو الأسلوب الذي استخدمه نيتشه في العديد من أعماله اللاحقة.
تتراوح عبارات كتاب "إنسان مفرط في إنسانيته" من بضع كلمات إلى بضع صفحات, ولكن معظمها عبارة عن فقرات قصيرة. يحتوي الكتاب على 638 حكمة مأثورة مقسمة حسب الموضوع إلى تسعة أقسام, مع قصيدة قصيرة كخاتمة. العبارة التي تحمل نفس الاسم تظهر في الحكمة 35 (التي تم تصورها في الأصل باعتبارها الحكمة الأولى) "عندما يلاحظ نيتشه أن المبادئ حول الطبيعة البشرية يمكن أن تساعد في التغلب على لحظات الحياة الصعبة". ويتضمن ذلك أيضًا دافعًا للتغلب على ما هو إنسان مفرط في إنسانيته, من خلال فهمه, من خلال الفلسفة. أما الجزء الثاني والثالث فهما عبارة عن 408 و 350 مقولة إضافية على التوالي.

إن عمل نيتشه, على الرغم من أنه مستوحى من أعمال أصحاب الحكمة مثل لاروشفوكو الذين سبقوه, "فريد من نوعه"؛
[هو] يغطي مجموعة من القضايا أعظم بكثير من المجال الاجتماعي والنفسي الذي كان محل اهتمام لاروشفوكولد. إلى السخرية النموذجية لهذا النوع, يضيف نيتشه بعدًا جديدًا من خلال الجمع بين الطاقة العدمية والوعي التاريخي. وأخيرًا, قام بتوسيع هذا النوع ليشمل ليس فقط الأفكار, بل الحجج أيضًا."
"إن القول المأثور "يسمح بتشكيل كل منظم بشكل فضفاض ومتغير يحتوي على أفكار محددة ولكن لا يوجد تفسير قاطع لكل شيء, - [إنه] يشكل الأسلوب الذي يمثل فلسفته على أفضل وجه".
يمثل هذا الكتاب بداية "الفترة الوسطى" في حياة نيتشه, مع انقطاع عن الرومانسية الألمانية وعن فاغنر, مع ميل إيجابي واضح. على الرغم من تردده في بناء فلسفة منهجية, فإن هذا الكتاب يشتمل على مجموعة من تفنيد الافتراضات غير المبررة أكثر من كونه تفسيرًا؛ فهو "يحتوي على بذور المفاهيم الحاسمة لفلسفة نيتشه اللاحقة, مثل الحاجة إلى تجاوز الأخلاق المسيحية التقليدية". وهو يستخدم منظوره وفكرة إرادة القوة كأدوات تفسيرية, على الرغم من أن هذه الأخيرة تظل أقل تطوراً مما كانت عليه في فكره اللاحق.

## استقبال
خلال حياته, قبل انهياره العقلي في عام 1889, لم تحقق كتب نيتشه سوى مبيعات جيدة بشكل خاص, ولم يكن كتاب "إنسان مفرط في إنسانيته" استثناءً. تم طباعة الجزء الأول في الأصل بألف نسخة في عام 1878, ولم يتم بيع سوى 120 نسخة في ذلك الوقت, وبيع أقل من النصف بحلول عام 1886, عندما أعيد بيعه كمجموعة كاملة من مجلدين. على الرغم من أن صداقته مع ريتشارد فاغنر كانت على وشك الانتهاء, إلا أن فاغنر تلقى في الواقع نسخة موقعة. على الرغم من أنه لم يقرأه في البداية, قائلاً إن نيتشه سيشكره على هذا يومًا ما, إلا أن فاغنر اقتبسه لاحقًا ورد عليه في عدد من الأعمال.